# Obsjtina Sredets
Obsjtina Sredets (bulgariska: Община Средец) är en kommun i Bulgarien.   Den ligger i regionen Burgas, i den östra delen av landet, 300 km öster om huvudstaden Sofia. Antalet invånare är 9 122. Arean är 63 kvadratkilometer.
Terrängen i Obsjtina Sredets är platt västerut, men österut är den kuperad.
Obsjtina Sredets delas in i:
- Debelt
- Dratjevo
- Djulevo
- Momina tsărkva
- Zagortsi
- Fakija
- Zornitsa

Följande samhällen finns i Obsjtina Sredets:
- Sredets

Omgivningarna runt Obsjtina Sredets är en mosaik av jordbruksmark och naturlig växtlighet. Runt Obsjtina Sredets är det glesbefolkat, med 14 invånare per kvadratkilometer.